# حرف (نبات)
الحُرْف أو الكاردامين أو الدِّمَام أو عُشْبَة الأسنان أو حُرف المُروج أو حُرف الماء أو صِنَاب جنس نباتي ينتمي إلى الفصيلة الصليبية ويضم أكثر من 150 نوعاً من النباتات العشبية الحولية والمعمرة.

## من أنواعهالواطنةفيالوطن العربي
- الحُرْف الزغبي (باللاتينية: Cardamine hirsuta) في المغرب العربي ومعظم مناطق أوروبا
- الحُرْف المرجي (باللاتينية: Cardamine pratensis) في المغرب العربي ومعظم مناطق أوروبا
- الحُرْف المرن (باللاتينية: Cardamine flexuosa) في المغرب العربي ومعظم مناطق أوروبا
- الحُرْف المستنقعي (باللاتينية: Cardamine uliginosa) هو النوع الوحيد الموجود في بلاد الشام. يوجد أيضا في تركيا والقوقاز

## من أنواعه الأخرى
- الحُرْف الأرجواني (باللاتينية: Cardamine purpura)
- الحُرْف الإصبعي (باللاتينية: Cardamine digitata)
- الحُرْف الإفريقي (باللاتينية: Cardamine africana)
- الحُرْف الباترسوني (باللاتينية: Cardamine pattersonii)
- الحُرْف البحري (باللاتينية: Cardamine maritima)
- الحُرْف البنسلفاني (باللاتينية: Cardamine pennsylvanica)
- الحُرْف البصيلي (باللاتينية: Cardamine bulbosa)
- الحُرْف ثلاثي الوريقات (باللاتينية: Cardamine trifoliata)
- الحُرْف الجلدي (باللاتينية: Cardamine rupicola)
- الحُرْف الجليدي (باللاتينية: Cardamine glacialis)
- الحُرْف الجميل (باللاتينية: Cardamine pulcherrima)
- الحُرْف خماسي الوريقات (باللاتينية: Cardamine pentaphyllos)
- الحُرْف الدرعي (باللاتينية: Cardamine scutata)
- الحُرْف الزنبقي (باللاتينية: Cardamine lilacina)
- الحُرْف السبخي (باللاتينية: Cardamine palustris)
- الحُرْف صغير الأوراق (باللاتينية: Cardamine microphylla)
- الحُرْف صغير المتك (باللاتينية: Cardamine  micranthera)
- الحُرْف الصقيعي (باللاتينية: Cardamine regeliana)
- الحُرْف الطري (باللاتينية: Cardamine tenera)
- الحُرْف الطويل (باللاتينية: Cardamine longii)
- الحُرْف الثنائي الورق (باللاتينية: Cardamine diphylla)
- الحُرْف الغربي (باللاتينية: Cardamine occidentalis)
- الحُرْف فجلي الأوراق (باللاتينية: Cardamine raphanifolia)
- الحُرْف قلبي الأوراق (باللاتينية: Cardamine cordifolia)
- الحُرْف القيثاري (باللاتينية: Cardamine lyrata)
- الحُرْف الكاليفورني (باللاتينية: Cardamine californica)
- الحُرْف الكبير (باللاتينية: Cardamine maxima)
- الحُرْف الكبير الثمار (باللاتينية: Cardamine macrocarpa)
- الحُرْف المائل (باللاتينية: Cardamine obliqua)
- الحُرْف متدلي الأزهار (باللاتينية: Cardamine penduliflora)
- الحُرْف المترابط (باللاتينية: Cardamine concatenata)
- الحُرْف المر (باللاتينية: Cardamine amara)
- الحُرْف مستدير الأوراق (باللاتينية: Cardamine rotundifolia)
- الحُرْف المسنن (باللاتينية: Cardamine dentata)
- الحُرْف مشطي الثمار (باللاتينية: Cardamine corymbosa)
- الحُرْف المضلع (باللاتينية: Cardamine angulata)
- الحُرْف مقطع الأوراق (باللاتينية: Cardamine dissecta)
- الحُرْف الناطولي (باللاتينية: Cardamine nuttallii)